# Alle Christne frögda sigh
Alle Christne frögda sigh är en gammal psalm i sex verser med en avskild "körvers" i egen tonsättning. Originalpsalmen författades av Venantius Fortunatus och den latinska originaltiteln är Lætabundus in summis .
Psalmen inleds 1695 med orden:
Alle Christne frögda sigh
Then som högsta kronona bär, är födder här
Af een Jungfru
Körversen 1695, som är en egen psalm i Göteborgspsalmboken 1650, med egen tonsättning löd:
Christus är födder af een jungfru reen
han lät sin kärlek skina;
Och kom oss till Gudz wänskap igen
Medh sinom dödh och pina

## Publicerad i
- Een liten Songbook under rubriken "Letabundus".[2]
- Göteborgspsalmboken under rubriken "Om Christi Födelse".[3]
- 1695 års psalmbok som nr 126 under rubriken "Jule-högtids Psalmer - Om Christi Födelse".